# Simone Del Nero
Simone Del Nero est un footballeur italien né le 4 août 1981 à Carrare. Il est milieu offensif.

## Carrière
| Saison    | Club                  | Pays          | Matches | Buts | Europe (buts) |
| --------- | --------------------- | ------------- | ------- | ---- | ------------- |
| 1998-1999 | Empoli                | Italie        | 1       | 0    |               |
| 1999-2000 | Empoli                | Italie        | 3       | 0    |               |
| 2000-2001 | Brescia               | Italie        | 3       | 0    |               |
| 2001-2002 | Brescia Livingston FC | Italie Écosse | 0 1     | 0    |               |
| 2002-2003 | Brescia               | Italie        | 3       | 0    |               |
| 2003-2004 | Brescia               | Italie        | 21      | 1    |               |
| 2004-2005 | Brescia               | Italie        | 21      | 1    |               |
| 2005-2006 | Brescia               | Italie        | 34      | 4    |               |
| 2006-2007 | Brescia               | Italie        | -       | -    |               |
| 2007-2008 | Lazio Rome            | Italie        | 5       | 0    | 3 (0)         |
| 2008-2009 | Lazio Rome            | Italie        | 6       | 0    |               |
| 2009-2010 | Lazio Rome            | Italie        | 7       | 0    |               |
| 2010-2011 | Lazio Rome            | Italie        | 2       | 0    |               |
| 2011-2012 | Lazio Rome            | Italie        | 2       | 0    |               |
| 2011-2012 | AC Cesena             | Italie        | 11      | 2    |               |
| 2012-2013 | Johor FA              | Malaisie      | -       | -    |               |
| 2013-2014 | US Massese            | Italie        | -       | -    |               |

## Palmarès
- Vainqueur de la Coupe d'Italie 2009 (Lazio Rome).
- Médaille de Bronze aux JO 2004 ( Italie).
- Champion d'Europe espoir 2004 ( Italie espoir).

## Distinction
: il est fait Chevalier de l'Ordre du Mérite de la République italienne le 27 septembre 2004, à l'initiative du Président de la République.